# 青春アミーゴ
「青春アミーゴ」（せいしゅんアミーゴ）は、日本の男性アイドルユニット、修二と彰のシングル。日本・スウェーデン・台湾で発売された。スウェーデンの作家チームとのコラボレーションによる共同制作。

## 概要
テレビドラマ『野ブタ。をプロデュース』（日本テレビ系）で共演した亀梨和也 (当時KAT-TUN) と山下智久 (当時NEWS) による期間限定ユニット・修二と彰の最初のシングル。発売当時、亀梨が所属しているKAT-TUNはCDデビューしておらず、本作が初のCDとなった。
日本国内での累計売上は162.6万枚（オリコン調べ）。累計出荷枚数は200万枚を突破した。スウェーデン・台湾では通常盤のみの発売。
2020年（令和2年）4月から再放送された「野ブタ。をプロデュース」特別編第2話からのエンディングにて「青春アミーゴ（2020ver.）」(亀と山P)がオンエアされた。

## 収録曲
※（オリジナル・カラオケ）は通常盤のみ収録。
1. 青春アミーゴ
作詞: zopp、作曲・編曲: Shusui, Fredrik Hult, Jonas Engstrand, Ola Larsson、コーラスアレンジ：高橋哲也
  - 修二と彰主演 日本テレビ系ドラマ『野ブタ。をプロデュース』主題歌
  - 第78回選抜高等学校野球大会入場行進曲

デモの段階でのタイトルは「タオルミナの綺麗な空」で、イタリア・シチリア島にある町、タオルミーナを舞台にした歌詞だったが、のちに日本の田舎を舞台にした内容に改められた[4]。歌詞に登場する二人は裏社会に生きるアウトロー。二人が所属するグループの楽曲とは一線を画しており[5]、1980年代初頭の一連のジャニーズ系アーティストのアイドル歌謡曲を髣髴とさせる曲調は幅広い年代に支持されている[6]。
日本音楽著作権協会 （JASRAC）に登録された正題は「SEISHUN AMIGO」である[7]。
2. カラフル - 山下智久
作詞: 山下智久、作曲: 森元康介、編曲: 十川知司、コーラスアレンジ：高橋哲也
  - 山下智久出演 TBS系ドラマ『ドラゴン桜』挿入歌

ドラマを制作したTBS側からオファーを受け、劇中で演じた役柄からヒントを得て歌詞を書いた楽曲[8]。ドラマ放送時はCD化は未定となっていたが、本作に収録される事となった。
3. 絆 - 亀梨和也
作詞: 亀梨和也、作曲・編曲: 馬飼野康二
  - 亀梨和也出演 日本テレビ系ドラマ『ごくせん 第2シリーズ』挿入歌

自身初の作詞に挑戦。自分の周りの大切な人や仲間、家族を思い浮かべながら歌詞を書いた楽曲[9]。
4. 青春アミーゴ（オリジナル・カラオケ）
5. カラフル（オリジナル・カラオケ）
6. 絆（オリジナル・カラオケ）

## 各種記録
- オリコン初登場1位を記録。2005年度の初動売上としてはMr.Children「四次元 Four Dimensions」に続き第2位。テレビドラマのキャラクターの首位獲得は浅香唯・大西結花・中村由真による風間三姉妹の「Remember」、長瀬智也による桜庭裕一郎の「ひとりぼっちのハブラシ」に続き史上3組目[10]。翌週も1位を記録し、TVドラマのキャラクターとしては初の2週連続首位となった[11]。
- 発売から4日間で出荷枚数が100万枚を突破[12]。発売3週目にして2005年度年間1位の座を獲得。発売4週目でオリコンでのミリオンセラーとなる[13]。
- 2006年（平成18年）1月16日付のオリコンで再び1位に返り咲いた。中8週あけてのオリコンシングルチャート1位返り咲きはSMAP「世界に一つだけの花」（39週）、松田聖子「ガラスの林檎/SWEET MEMORIES」（11週）に次ぐ歴代3位（当時）。
- 2005年（平成17年）、2006年（平成18年）のオリコン年間シングルランキングで2年連続の年間TOP3入り。同ランキングにおいて2年連続の年間TOP3入りは、宮史郎とぴんからトリオ「女のみち」（1972年・年間1位、1973年・年間1位）に続き史上2組目。
- M-ON! Countdown 100 - 2005年（平成17年）、2006年度年間ランキング1位。同ランキングで2年連続同一楽曲の首位は史上初である。
- 表題曲「青春アミーゴ」はJASRACでの登録上は「外国作品」の扱いになっており、2006年度のJASRACの著作権使用料分配額（外国作品）ランキングでは「ZOOM ZOOM ZOOM」に続き年間2位にランクインされた[7]。

## 演奏
青春アミーゴ
- 大坪直樹：Strings and Brass Arrangement
- 石成正人：Acoustic Guitar, Electric Guitar
- RUSH by 加藤高志：Strings
- エリック宮城、西村浩二：Trumpet
- 中川英二郎：Trombone
- 鈴木明男：Tenor Sax
- 高橋哲也、川村ゆみ、水上美恵子：Chorus

カラフル
- 知野芳彦：Acoustic Guitar, Electric Guitar
- MECKEN：Bass
- 阿部美緒ストリングス：Strings
- 高橋哲也：Chorus

絆
- 林部直樹：Acoustic Guitar, Electric Guitar
- 川嶋一久：Bass
- 滝本季延：Drums
- 亀梨和也、Ko-saku：Chorus